# Кантірава Нарасараджа I
Кантірава Нарасараджа Вадіяр I — вадіярський правитель Майсуру від 1638 до 1659 року.

## Правління
Невдовзі після приходу до влади був змушений захищати Шрірангапатнам від вторгнення Аділ-шахів з Біджапуру, завдавши значних збитків ворогам. Подібно до двох своїх попередників Нарасараджа продовжив розширювати майсурський вплив. Він завоював Сатіямангалам на півдні, вибив Чінгальвів з Піріяпатни на заході, завоював Хосур (біля Салема) на півночі тазавдав разючого удару по Єлаханці, що перебувала під владою Кемпе Говди I, з якого Нарасараджа узяв велику данину.
Був одружений десять разів. Помер 31 липня 1659 року у віці 44 років. На його похоронах всі його живі дружини здійснили саті.